# Jean Blanchard (musicien)
Pour les articles homonymes, voir Blanchard et Jean Blanchard.
Jean Blanchard est un musicien français prolifique, spécialiste de la cornemuse du Centre de la France. Chanteur, il joue également du violon, de l'accordéon diatonique, et du banjo. Cofondateur du groupe de musique folk La Bamboche, il est un des grands acteurs du renouveau folk en France à partir des années 1970. Il œuvre en tant que musicien, collecteur, fondateur d'institution et formateur.
Son frère, René-Paul Blanchard, est également musicien.

## Œuvre instituante[3]

### Débuts
Jean Blanchard est né près de Bourges, en Berry. À partir de la fin des années 1950, alors qu’il n’a que 6 ou 7 ans, il fréquente deux groupes folkloriques berrichons : « Notre Berry » et les « Thiaulins de Lignières ». Il y découvre les danses et musiques traditionnelles du Berry, mais aussi le collectage des musiques et traditions populaires, en accompagnant des membres des groupes folkloriques lors d’enquêtes de terrain.
Il fait ses études à Lyon, où, après une formation d'ingénieur à l'INSA, il participe à la branche lyonnaise du mouvement folk au sein, notamment, de La Chanterelle, le folk-club local, alter ego du Bourdon à Paris. Apprenant le violon traditionnel, l'accordéon diatonique et la cornemuse, il participe à la création du groupe La Bamboche en 1973.
Pendant près de dix ans, il sillonne les routes de France et d'Europe avec La Bamboche, le groupe français de musique folk qu'il a fondé en 1972 (avec Jacky Bardot, Bernard Blanc et Jacques Boisset) et collecte lui-même via des enregistrements de nombreux témoignages, chants, danses, musiques, de la tradition orale.

### Collectage
Les enregistrements de mélodies traditionnelles réalisés par Jean Blanchard avec d'autres de 1970 à 1977 constituent un fonds qui a été déposé au CMTRA. En tant que patrimoine oral, ils sont en libre accès sur des sites dédiés.

### Formation
Jean Blanchard est titulaire du Certificat d'Aptitude de professeur de musiques traditionnelles depuis 1987. Il obtient un DEA de musicologie à l'Université Lyon-II en 1992, avec le travail "Mémoire, musique, et écritures musicales".

### Institutions et enseignement[5]
Jean Blanchard enseigne la cornemuse du Centre et les musiques du Centre de la France. Il se produit lors de conférences, stages ou, plus simplement, de cours instrumentaux, pour transmettre les techniques musicales et instrumentales acquises tout au long de ses voyages et enseigner les répertoires.

#### Conservatoire de Clermont
Il fonde et dirige le Département de musiques traditionnelles du Conservatoire National de Région de Clermont-Ferrand.

#### Cmtra à Villeurbanne
Avec Eric Montbel, Jean Blanchard fonde le Centre de Musiques Traditionnelles Rhône-Alpes à Villeurbanne (CMTRA) en 1991. Ils le codirigent jusqu'en 2001, puis Jean le dirige seul jusqu'en 2005. Il y est responsable des ateliers musicaux.

#### Université Lyon 2
A l'Université Lyon 2, Jean Blanchard est chargé de cours sur les métissages musicaux à l’IUP Métiers des Arts et de la Culture, en anthropologie, et en ethnomusicologie.

#### Cefedem à Lyon
En 2000, Jean Blanchard inaugure la formation à l'enseignement des musiques traditionnelles du Cefedem Auvergne-Rhônes-Alpes de Lyon, lui-même créé en 1990. Il forme ainsi au Diplôme d'Etat les futurs professeurs de musique traditionnelle. Laurence Dupré lui succède à partir de la rentrée 2021[réf. nécessaire].

#### Festivals
Jean Blanchard assume par ailleurs de nombreuses responsabilités artistiques, notamment au Festival Les Jeudis des musiques du Monde, aux Rencontres Internationales de Luthiers et Maîtres-Sonneurs de Saint-Chartier, aux Rencontres Méditerranéennes de Nyons.

## Œuvre musicale

### Esthétique[8]
De 1970 à 1980, avec La Bamboche, Jean Blanchard reprend des airs traditionnels dans le but de faire danser, d'animer les bals folks. La priorité est au swing, à la cadence. Il faut noter également que Jean Blanchard n'a cessé de composer des mélodies, dans les carrures de danse et dans le style des airs collectés, en plus de les reprendre. Dans les plus grands ensembles, un travail d'harmonisation, de polyphonie qui est effectué autour des lignes menues des mélodies traditionnelles. Mais dès les premiers enregistrements en solo ou duo, Jean Blanchard présente ces mélodies sans ou avec très peu d'accompagnement. L'attention se porte sur la matière sonore. Plus récemment, il approfondit cette démarche en jouant consciemment sur les effets acoustiques des bourdons de la cornemuse.
"La confrontation des deux systèmes ouvre un espace subtil d’expression musicale, entre résonances naturelles lumineuses et la recherche de battements entre fréquences proches, aux couleurs plus sombres".
Jean Blanchard semble avoir abandonné l'idée qu'il faille moderniser le fond traditonnel. Il indique son rapport à la question de la modernité en citant Ludwig Wittgenstein.
″Mon idée n’est pas de rafraîchir un ancien style. Il ne s’agit pas de prendre d’anciennes formes et de les ordonner selon les exigences du goût nouveau. Ce dont il s’agit en réalité, c’est de parler, peut-être inconsciemment, la langue ancienne, mais de la parler de telle manière qu’elle appartienne au nouveau monde, sans pour autant appartenir nécessairement au goût de celui-ci.″
Il affirme cependant ne pas avoir une "explication claire au plaisir, à la nécessité qu’il peut y avoir à pratiquer des répertoires anciens issus d’une société maintenant disparue". Il demeure curieux d'expériences de toutes sortes. Mais il reste convaincu des virtualités, des forces présentes dans toute la musique monodique collectée.
"La force de ces témoignages est prenante, et au fil des ré-écoutes se révèlent de grandes subtilités d’interprétations, des effets de timbre, des notes au tempérament particulier, des mélismes, des ornements légers et changeants."

### Groupes de musique
- La Bamboche
- Gentiane
- Le Grand orchestre de Vielles et Cornemuses, création, direction  (concert unique juillet 1995)
- Fondateur et directeur de La grande bande de cornemuses
- Beau temps sur la province (avec Évelyne Girardon)
- La compagnie du beau-temps (avec Évelyne Girardon et Robert Amyot)
- Auvergnatus
- Duo Girardon-Blanchard
- Duo Mauchand-Blanchard
- Merle Rouge

### Discographie
Sources,
Cette discographie regroupe l'ensemble des enregistrements où la contribution de Jean Blanchard est décisive. En 2020, avec 24 albums ou film, cela représente plus de 350 plages et près de 500 mélodies enregistrées, puisque les plages comportent souvent des suites. Les trois sections ne sont pas chronologiques. Elles désignent trois moments de la musique de Jean Blanchard, qui demeurent arbitraires en partie. Les six albums enregistrés avec La Bamboche entre 1973 et 1980 signent le grand départ dans un esprit folk, où les airs traditionnels sont arrangés assez librement. La section  "Autres formations" regroupe des expériences diverses, formation de bal, plus ou moins grands ensembles où la musique est d'abord au service du swing et de la danse. Enfin, avec ses enregistrements en duo et solos, une mise en valeur sobre et intime, presque "classique" du répertoire est proposée.

#### Solos et duos
- Jean Blanchard, Au vrai Chic berrichon, AEPEM, 2018
  1. Ton ruban bleu / Bourrée à Rameau
  2. Tournante du haut-berry / Dans l’fond d’ceux prés
  3. En passant sur le pont qui tremble
  4. Polka de Jeu-Maloche
  5. Oh ! si tu t’en vas
  6. En traversant les plaines / Bourrée à Marsillat
  7. La rivière de Loire est grande
  8. Le fendeur / Aubade à la fiancée
  9. Quand la bergère s’en va aux champs
  10. Bourrée de La Châtre
  11. Scottish à Lucien Guillemain
  12. Polka du Maréchal de La Pérelle
  13. En revenant de Nantes
  14. Au régiment / A Verneuil
  15. Bourrée d’Auvergne / Bourrée à trois temps
  16. Bourrée carrée de Lucien Guillemain
  17. Mon père, ma mère / Cadet Chavy
  18. Chanson du vin nouveau / Il est joli ton cati
  19. J’avais qu’un p’tit jeune amoureux
  20. Voilà six mois
- Jean Blanchard, Cornemuses toutes nues, Bémol production, 2013
  1. Eul Proparen / Eul Chauchillon
  2. Le Mont Sauvage / Rue Du Midi
  3. Le Gargaillou / La Communale
  4. Lidognon
  5. Le Rêve De Dyulun / Le Roi Des Arlequins
  6. Valse Claire
  7. La Marivole / La Fugitive
  8. L'Ânerie / La Gare De Limoges
  9. C'est Du Propre / La Menteuse
  10. La Rose Rouge
  11. Les Grandes Misères / La Route De Plymouth
  12. L'Ardolle / Suzie-La-Malice
  13. Revenant De Lignières
  14. L'Amstelldamoise / Le Désert
  15. Quand Je Serai Arrivé
  16. Bel Après-Midi
  17. Le Solitaire
  18. Minuit Cinq
- Éric Montbel et Jean Blanchard, Cornemuses du Centre, Unesco/Audivis, 1989
  1. Par un beau clair de lune/Dessur le pont du Rhône (trad)
  2. Bourrée de Benoit(trad) / La coulemelle (J.Blanchard) / La giatte du Coualhon (trad)
  3. Le retour du jardinier (J.Blanchard)
  4. Laderititou (trad) / Polka du lac (E.Montbel)
  5. N'aven tan dansa (trad)/Bourrée du mauconten (trad)
  6. Sur le pont d'Auron (J.Blanchard)
  7. Le juif errant (TRAD) / Réveillons réveillez (trad)
  8. Briolage (trad)
  9. Marche de Gavinet (trad) / Les hussards de la garde (trad)
  10. Sur le bord d'une fontaine (trad) / La joliesse (E.Montbel)
  11. Les gâteaux (J.Blanchard) / Le roi de Torelore (J.Blanchard)
  12. Chrétiens, réveillez vous (trad) / Jardin d'amour (trad)
  13. Bourrée de Thiers (trad) / Polka de Fort-Marais (E.Montbel)
  14. La corneille (J.Blanchard) / Le virelou (J.Blanchard)
  15. Le chariot d'or (E.Montbel) / Bourrée du lac (E.Montbel) / Marijean(J.Blanchard) / Le vieux canal (J.Blanchard)
  16. Adieu les filles de mon pays (Trad) / Mazurka (Trad)
  17. La tricotada (Trad)
  18. Saint Marthe (Trad) / Allez y et dites lui (Trad)
  19. Saint-Léon-sur-l'Isle (E.Montbel) / Souvenir de Chaumeil (J. Blanchard)
- Jean Blanchard, Musiques pour cornemuses / Berry, Bourbonnais, Nivernais, Morvan et Basse-Auvergne, AMTA & Ocora, 1988
  1. La belle est au jardin d'amour
  2. Montagnarde de Saint-Sauve(trad) / Montagnarde de Latour (trad)
  3. Avril près de finir(trad)
  4. Tournante du haut-Berry(trad) / Dans l'fond d'ceux prés (trad)
  5. Voilà la Saint Jean (trad) / Le gouapeur (trad)
  6. Tantôt la grive (trad) / La chipougne (J. Blanchard)
  7. Le château de Beaufort (trad)
  8. Le galant indiscret (trad) / Le vieux moulin (J. Blanchard)
  9. Un jeune militaire(trad) / Marre de ramer (J. Blanchard)
  10. La grande aiguille (J. Blanchard)
  11. Bourrée de Fontfrin (trad) / Montagnarde (trad)
  12. Bourrée carrée (trad) / Bourrée d'Arthon (trad)
  13. La Pernette (trad) / Papa est en voyage (J. Blanchard)
  14. Faut s'embrasser (trad) / Voilà six mois que c'était le printemps (trad)
  15. La coccinelle (J.Blanchard) / Une oie, deux oies (J.Blanchard) / Cave et grenier (J.Blanchard)
  16. Un œuf (J. Blanchard) / Le dilettante (J. Blanchard)
  17. Le grand noir (J. Blanchard) / Le petit gris (J. Blanchard)
  18. Par chez nous, y s'marions tous (trad) / Branle du balais (trad) / La bourrée du Mont d'or(trad) / La p'tite jardinière (trad) / T'a perdu ton p'tit couteau (trad)
  19. Tel père (J.Blanchard) / Réveillez de Hautefage (trad)
  20. Mon père, ma mère m'ont marié (trad) / Cadet Chavy (trad)
  21. Bourrée de Chapdes-Beaufort (trad) / Bourrée de Tauve (trad)
  22. Les mariniers de Loire (trad)
  23. Les tartelettes (J.Blanchard) / Les deux oreilles (trad)
  24. Quand je serai arrivé dedans ces pays (J.Blanchard)
  25. Mazurka des Combrailles (trad) / Topette (J.Blanchard)
- Éric Montbel et Jean Blanchard, Cornemuses, Hexagone, 1979
  1. Bransle carré,  La Jassona
  2. San Salvador, La petite jardinière
  3. Le pas du loup, Voici le retour du printemps
  4. Brunette, La planète
  5. La Chabra, Tout le long des bois d'Ardennes, La promenade du crabe(Éric Montbel)
  6. Le mariage du Capitaine (Jean Blanchard), Sylvestre Lo Ménétri (Éric Montbel), Un June pastre Somelhava, La fille de l'île (Jean Blanchard), Revenant de l'armée
  7. Valse de Vertoujit
  8. Le rat - Le chat (Jean Blanchard)
  9. Café du Poisson-Soleil (Éric Montbel)
  10. Avant-guerre (Jean Blanchard)
  11. La pastourelle d'Aubier dit Patafiole
  12. Sauteuse, Gitane (Éric Montbel)
  13. Villapourçon, Dans les yeux de Marie (Jean Blanchard).
- Jean Blanchard, Accordéon diatonique, Marche, Limousin, Combrailles, Auvergne, Fréa Records, 1977
  1. La Bourrée à François / Te Te Rete
  2. Polka Du Quartier / Lou Boulontino
  3. Mazurka à Jabut / Vieille Mazurka
  4. Jolie Musette / Lou Moridon Cotet
  5. Scottish De Servant
  6. Bourrée De Marcillat
  7. En Combrailles
  8. Scottish à Catinaux / Scottish à Jabut
  9. Flou De Lono
  10. La Pobre Nobio
  11. C'est En Planèze / La Tricoutado
  12. Fille Du Fermier / Rosalie De Bon Marie
  13. La Bourrée Du Coualhon
  14. Le Jeune Marchois
- Jean Blanchard et Jean-Lou Baly, Accordéon diatonique, spécial instrumental, Le Chant du Monde, 1975
  1. Le Pont De Morlaix
  2. Les Filles Sont Traitées - Le Rossignol - La Bourrée En Auvergne (Velay) (suite de bourrées)
  3. La Rue Canal (Louisiane), Valse
  4. Fais Tourner Ta Meule, Meunière - C'est à Frétigny-Londge (Franche-Comté) (suite de branles)
  5. C'en Sont Trois Jeunes Garçons (Franche-Comté)
  6. Mazurka-Valse Morvandelle (Morvan)
  7. Garçons De La Montagne (Auvergne) - Bourrée Du Puy-De-Dôme
  8. J'entends Le Coucou (Québec)
  9. Rondeaux De Polastron (Guyenne)
  10. Le P'tit Bonhomme - Vieille Scottiche Berrichonne - La Polka De "Le Quartier" (Berry)
  11. La Brouette À Satan (Franche-Comté)
  12. La Danse De La Misère (Louisiane)

#### Avec d'autres formations
- Auvergnatus, "Auvergnatus", AEPEM, 2016
  1. Bourrées à Chabrier
  2. Mazurka à Rigal / La Marissou
  3. Scottish à Pécoil / La Glissante
  4. La Boiteuse du Longuet / Bourrée à François / Bourrée d’Angles del Mazuc
  5. Polka à Meilhac / Polka de Chantemerle
  6. A la Grande Roue de Montmartre
  7. Mazurka du Cheix / Mazurka à Trapenard
  8. Flor de ginesto / Bourrées de Maurianges
  9. Rosalie de bon matin
  10. Dans un pré / Fai ton tra
  11. Séduction
  12. Bourrée à Ranvier / Bourrée à Bergheaud
- La compagnie du beau temps (Jean Blanchard, Robert Amyot et Sylvie Berger), Fleur de terre, L'Autre distribution, 1999
  1. Mon père a trois jolis bateaux
  2. La barbière
  3. Ma mie m'a donné
  4. Les trois maçons jolis
  5. Au château de Beaufort-Je ne veux pas aimer
  6. Les trois jolis mineurs
  7. La blanche biche
  8. La fille soldat
  9. Amis buvons
  10. Va danser
  11. Vive l'amour
  12. La batelière
  13. C'en est la fille d'un prince
- Mic Baudimant, Sylvie Berger, Jean Blanchard, Evelyne Girardon, Yannick Gilloux, Solange Panis, Eveline Paris, Frédéric Paris, Catherine Perrier, Willy Soulette, Hommage à Barbillat et Touraine, Compagnie Beline, 1997
  1. Le départ du soldat
  2. Le bateau de jonc
  3. Ma Rosalie
  4. Bergère à marier
  5. Le jardin d’amour
  6. Pour garder son honneur
  7. La rose blanche
  8. La chasse
  9. La belle dormeuse - Ah vigneron dondon
  10. Le deuil d’amour
  11. Le caporal Perriau
  12. Les amoureux impatients
  13. Apprenez à connaître
  14. Le galant noyé
  15. Le petit navire
  16. Oh ! ma Jeanne
- Le grand orchestre de vielles et cornemuses (direction : Jean Blanchard), Concert du 16 juillet 1995 à Saint-Chartier, 1995, cassette VHS
- Le Quintette de cornemuses (direction : Jean Blanchard), Ménagerie, Audivis, 1994
  1. Trois tourtereaux(J.Blanchard)
  2. Noverlza (J.Blanchard)
  3. Animal (J.Blanchard)
  4. Shibuyaku (J.Blanchard)
  5. Le Loriot de Baltimore (R.Amyot)
  6. La Ceze(E.Montbel)
  7. Une demi-seconde (R.Thiery)
  8. Choucas (W.Soulette)
  9. Le merle rouge (J.Blanchard)
  10. Ménagerie(J.Blanchard)
  11. Deux perdrix (M.di Napoli)
  12. L'étançon (W.Soulette)
  13. Le harfang des neiges (R.Amyot)
  14. L'abeau (E.Montbel)
  15. L'armançon (R.Thiery)
  16. Une oie, deux oies (J.Blanchard)
  17. Barbacane (W.Soulette)
  18. La pie verte - King's Arthur liver (J.Blanchard)
  19. Cuirs et soies (J.Blanchard)
  20. Soleil levant (J.Blanchard)
  21. Le pingouin solitaire (M.di Napoli)
- La Grande Bande de cornemuses (direction : Jean Blanchard), Faut qu'ça brille !, Auvidis, 1990
  1. Le crabe noir
  2. La bête blanche
  3. Au château !
  4. Albert et Joseph
  5. Je m'en vais à Bourges
  6. Vire loup
  7. Sonnerie
  8. Le coup de l'étrier
  9. Marijean
  10. Les ponts de Châteauneuf
  11. Le passe ruisseau
  12. Au loup !
  13. Faut qu'ça brille !
- La compagnie du beau temps, Le grand festin, Audivis, 1990
  1. Qu’il fait bon être à table
  2. Aneth (J. Blanchard)
  3. Basilic (J. Blanchard)
  4. Estragon (J. Blanchard)
  5. Le grand festin, Le dindon (J. Blanchard)
  6. Le corbeau (J. Blanchard)
  7. Le sel et le sucre (G. Yacoub)
  8. L’oublie (J. Blanchard)
  9. L’Amuse-gueule (B. Le Tron)
  10. À la santé des amoureux (É. Girardon)
  11. Les gros bedons (É. Girardon)
  12. Arrivant de la Chine, Biscuit – Soda (B. Le Tron)
  13. Vive l’amour, Allons aux champignons (J. Blanchard)
  14. Le plus bel âge (M. Favennec)
  15. Le Brandevin (R. Amyot)
  16. C’est entre vous mes bons amis (J. Blanchard)
  17. L’autre bout de la table (J. Blanchard)
- La compagnie du beau temps (Jean Blanchard, Évelyne Girardon, Michel Pichon), Beau temps, ARN 433822, 1987 - cassette audio -
  1. Ce que c’est du ménagement
  2. Dessous les rosiers blancs
  3. Aux trois quarts (Évelyne Girardon)
  4. L’attraction (Jean Blanchard)
  5. L’aviatrice (Jean Blanchard)
  6. La boîte à frissons (Jean Blanchard)
  7. Le pont des mensonges (Jean Blanchard)
  8. La belette (Jean Blanchard)
  9. Il n’est plus temps (Michel Pichon)
  10. Le jeune déserteur
  11. Si j’avais un bon ami
  12. Les doigts de Carmen (Évelyne Girardon)
  13. Trinquons les verres
  14. Le double aveu (Jean Blanchard)
  15. L’état des filles au couvent
  16. La bourrée d’Aurore Sand
  17. Aujourd’hui ou demain (Évelyne Girardon)
  18. Les petits ruisseaux (Jean Blanchard)
  19. Mortemer (Jean Blanchard)
  20. Le trainassou (Jean Blanchard)
  21. Le Porte enseigne
  22. La découverte (Jean Blanchard)
  23. La roulante (Jean Blanchard)
- La compagnie du beau temps (Jean Blanchard , Évelyne Girardon, Max Di Napoli), Beau temps sur la province et sur une majeure partie de la capitale, CA, 1984 - 33t
  1. Bonjour mon cœur (Évelyne Girardon)
  2. Pas moyen d’s’arrêter (Jean Blanchard)
  3. La belle inconnue (Jean Blanchard)
  4. Le Veurdre (Évelyne Girardon)
  5. La Palombe
  6. Fil et bobine (Jean Blanchard) - Vent de Galerne (Jean Blanchard)
  7. La fontaine Verte (Jean Blanchard) - Souvenir de Myrelingue (Olivier Durif)
  8. Amusons nous les filles
  9. Les ponts de Bayonne - Je pars au Canada (Jean Blanchard)
  10. Le chien assis (Jean Blanchard) - Le bout de la table (Évelyne Girardon) - La démarrante (Jean Blanchard)
  11. Un matin je me lève
  12. Jarre de Gril (Jean Blanchard) - Mes souliers vernis (Jean Blanchard)

- Gentiane, Musiques d'Auvergne, 1975

1. Bourrée à deux violons
2. Mazurka et Brezon valse
3. Le taïtou
4. Pendant la messe/Scottish valse
5. La vicoise
6. Réveillez/Chanson de quête
7. Obal din lo ribieyro/Regret
8. La caille/Lo couquignotte
9. Suite de marches
10. Suite de bourrées/Ai vist lou loup
11. La tsabro/Bourrée des nuages
12. Plant un cao

#### Avec La Bamboche
- La Bamboche, Née de la lune, 1980
  1. Bourrée infernale (Jean Blanchard)
  2. Si j’avais une amie (Jean Blanchard)
  3. Brume noire (Évelyne Girardon)
  4. Romarin (Daniel Olivier)
  5. La gare de Moulins (Jean Blanchard)
  6. La bourrée du diable (Jean Blanchard)
  7. La route de Padoue (Évelyne Girardon)
  8. Je suis née sous la lune (Évelyne Girardon)
  9. Les chavans (Évelyne Girardon)
  10. Laissez faire (Évelyne Girardon d’après un thème traditionnel)
  11. Scottish des Réaux (Jean Blanchard)
  12. La Boulangerie (Évelyne Girardon)
  13. C’est à vous les jeunes filles (Traditionnel)
  14. En passant par Lyon (Daniel Olivier)
- La Bamboche, Malicorne, Le Grand Rouge, La Chiffonie, Grand bal folk, Hexagone, 1979
  1. Bourrée de Ladonne / Bourrée du Viallaneix
  2. Branle poitevin
  3. Branle du rat / Polka de Baugy
  4. Polka du père Frédéric
  5. La marche Vermot La poule / La louise / La bourrée de chaumeil
  6. Gigue de marmetoux / Polka du Bas-Berry
  7. Branle
  8. Gavotte
  9. La Mandragore
  10. Montagnarde bourbonnaise
  11. Bourrée / Scottish-valse
  12. Rosalie / La velhada
  13. La valse de balançoires
  14. Mazurka de Lapleau / Pas d'été à l'Henri Caillaux
  15. Frana
- La Bamboche, La saison des amours, Spalax music, 1978
  1. La fontaine troublée (Traditionnel)
  2. Entresol (Daniel Olivier)
  3. Le marinier (Traditionnel)
  4. Le Temps du voyage (Évelyne Girardon)
  5. M’en revenant de l’Italie (Traditionnel)
  6. Bourrée de Jenzat (Traditionnel)
  7. Le déserteur (Traditionnel)
  8. L’adieu au pays (Jean Blanchard)
  9. La fille d’usine (Jean Blanchard)
  10. La fille mère (Traditionnel)
  11. J’ai peur du loup (Traditionnel)
  12. Derrière chez moi il y a une montagne (Traditionnel)
  13. La feuille verte (Traditionnel)
  14. Nous irons en Flandres (Traditionnel)
  15. L’autoroute (Jean Blanchard)
- La Bamboche, Quintessence, Hexagone, 1978
  1. Les cent-quatre-vingt pucelles
  2. Le roc de Carlat
  3. Joli mois de mai
  4. J'ai fait une maîtresse
  5. Tourniquet de Saint-Flour
  6. Les trois mineurs du chemin de fer
  7. Amis buvons
  8. Le branle de Montirandé
  9. Complainte de Cartouche
  10. Pas d'été du Costaud de Subligny
  11. Le tailleur de pierre
  12. Bourrée du Brezou
  13. Le petit marcelot
  14. Les enfants du pauvre homme / Bourrée de Mauriange
- La Bamboche, "Quitte Paris !", Hexagone, 1977
  1. Quitte Paris
  2. Les enfants du pauvre homme
  3. Bourrée de Maurianges
  4. Le sergent
  5. Mélodie Csango-Judentanz
  6. J’ai fait une miatresse
  7. Gigue du Marmetoux
  8. Polka du Bas-Berry
  9. Le roc de Carlat
  10. La chanson de Craonne
  11. Bal d’Abzac
  12. Trois garçons de Bretagne
  13. La complainte du bambocheur
  14. Amis buvons
  15. Le branle de Montirandé
  16. La sentina tourna
  17. L ‘ancienne
- La Bamboche, Jeu à monter sans colle, Hexagone, 1976
  1. Joli mois de mai
  2. Tourniquet de Saint Flour
  3. Le petit Marcelot
  4. Bourrée de Ladonne - Bourrée du Viallaneix (suite de bourrées)
  5. M'en revenant de Paris
  6. Le pauvre laboureur
  7. Berceuse (Gauderion)
  8. Pas d'été - Pas d’été du costaud de Subligny
  9. C'est demain le temps - Le conseil de guerre
  10. Viens malheureuse viens - Branle du rat - Polka de Baugy
  11. L'amour m'y tourmente
  12. Scottish poitevine marche corrézienne (suite à deux violons)
  13. Comptine canadienne - Suite à la musette berrichonne
- La Bamboche, "La Bamboche", Hexagone, 1975
  1. Le Tailleur De Pierre - Bourree Du Brezou
  2. Complainte De Cartouche
  3. Bois n'en donc - Bourrée d'Ébreuil - Gigue
  4. Montagnarde bourbonnaise
  5. Les cent quatre vingt pucelles
  6. Regret - Mazurka De Lapleau - Pas d'été à l'Henri Caillaux
  7. Rosalie - La Velhada
  8. Filles qui êtes à marier
  9. La Poule - La Louise - La bourrée de Chaumeil
  10. Les Trois mineurs du chemin de fer
  11. Le Buveur - Rigaudon

## Publications
- Jean Blanchard, Bad-parling / Mal-parlage, Observatoire linguistico-ironique de l’évolution contemporaine de nos habitudes de langage, 2009, essai publié sur le site de l'auteur[11]
- ouvrage collectif, textes de Jean Blanchard et Georffroy Morhain, Cornemuses de France, de Bourgogne et d'ailleurs, Studio mag éditions, 2005, (extraits sur le site de l'auteur)
- Jean Blanchard et Eric Montbel, Cornemuses, souffles infinis, souffles continus, Geste édition, 1991